# Torres genovesas de Córcega

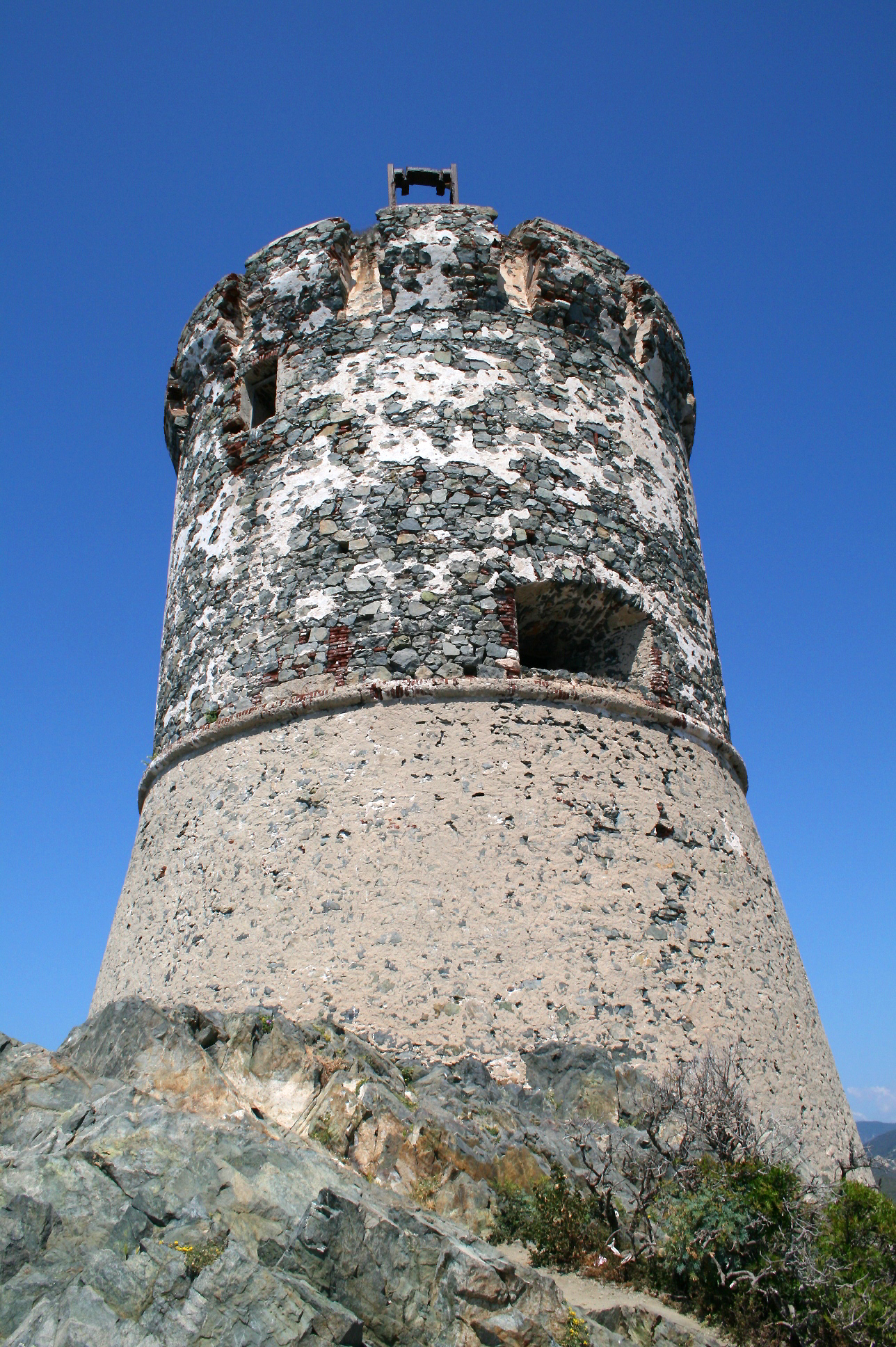
Torre en Ajaccio.

Se conocen por torres genovesas en Córcega a una serie de torreones y fortificaciones edificados durante la ocupación genovesa de la isla. Debido a la gran cantidad de torres, éstas han llegado a convertirse en un símbolo para la isla. Están clasificadas como monumentos históricos de Francia.

## Historia
Las primeras torres las edificaron los pueblos y ciudades de Córcega durante el siglo XVI como protección frente a los ataques piráticos de los berberiscos. En el año 1530 la República de Génova envió dos representantes especiales para inspeccionar las fortificaciones. Al año siguiente se decidió la construcción de 91 torres para defender el litoral, de las cuales 32 se quisieron concentrar en Cap Corse, el extremo norte de la isla.
Las torres supusieron sin embargo una serie de problemas para la república, desde deudas y falta de armamento para equiparlas, hasta defectos constructivos que hicieron colapsar algunas. En consecuencia, desde finales del siglo XVII se fueron manteniendo activas cada vez menos torres; en 1755 sólo se utilizaban 22, algunas de ellas ocupadas además por tropas francesas, que conquistaron Córcega en 1768. Las guerrillas que tuvieron lugar en la segunda mitad del siglo XVIII destruyeron varias de las torres que aún quedaban en pie.
Actualmente, frente a las 85 torres que existían a comienzos del siglo XVIII, existen 67, aunque algunos son sólo ruinas. La mayoría de ellas están clasificadas como monumentos históricos de Francia. Las administraciones locales han invertido en una extensa labor de restauración para salvar varias de ellas.

## Arquitectura
Las torres se caracterizan por ser estructuras con cuatro niveles, de entre 12 y 17 metros de altura totales y de entre 8 y 10 de diámetro. La mayoría tienen una forma circular y algunas poseen patio. Las cuatro plantas son:
- Planta baja de almacenes de comida y munición, y cisternas de agua.
- Primera planta con los espacios de vivienda, a menudo sin compartimentar.
- Segunda planta con funciones de guardia, provista de aspilleras. A menudo el forjado entre las plantas primera y segunda consistía en un entramado ligero de madera.
- Terraza con garita.